# Julia Soek
Julia Soek (Groningen, 12 december 1990) is een Nederlandse ploegleidster en voormalig wielrenster. Als renster was ze tussen 2014 en 2021 actief voor Giant-Shimano en diens opvolgers Liv-Plantur, Team Sunweb en Team DSM.

## Carrière
Tussen 2009 en 2011 maakte Soek deel uit van het Batavus Ladies Cycling Team. Namens dit team nam ze driemaal deel aan de Holland Ladies Tour.
In 2012 reed ze tot 8 mei voor Ruiter Dakkapellen en vanaf 1 juni voor Specialized DPD SRAM. Namens de laatste nam ze deel aan de Giro Donne, die ze afsloot op de tachtigste plaats. Ook was ze een van de Nederlandse deelnames aan het Europees kampioenschap, waarin ze veertigste werd.
Soek werd in 2013 prof bij Sengers Ladies Cycling Team en reed vier van de vijf wereldbekerwedstrijden. In de ploegentijdrit op het wereldkampioenschap werd ze samen met Sofie De Vuyst, Anna van der Breggen, Maaike Polspoel en Vera Koedooder negende. Haar eerste overwinning behaalde ze in de Wielerronde van de Wijk, een nationale wedstrijd.

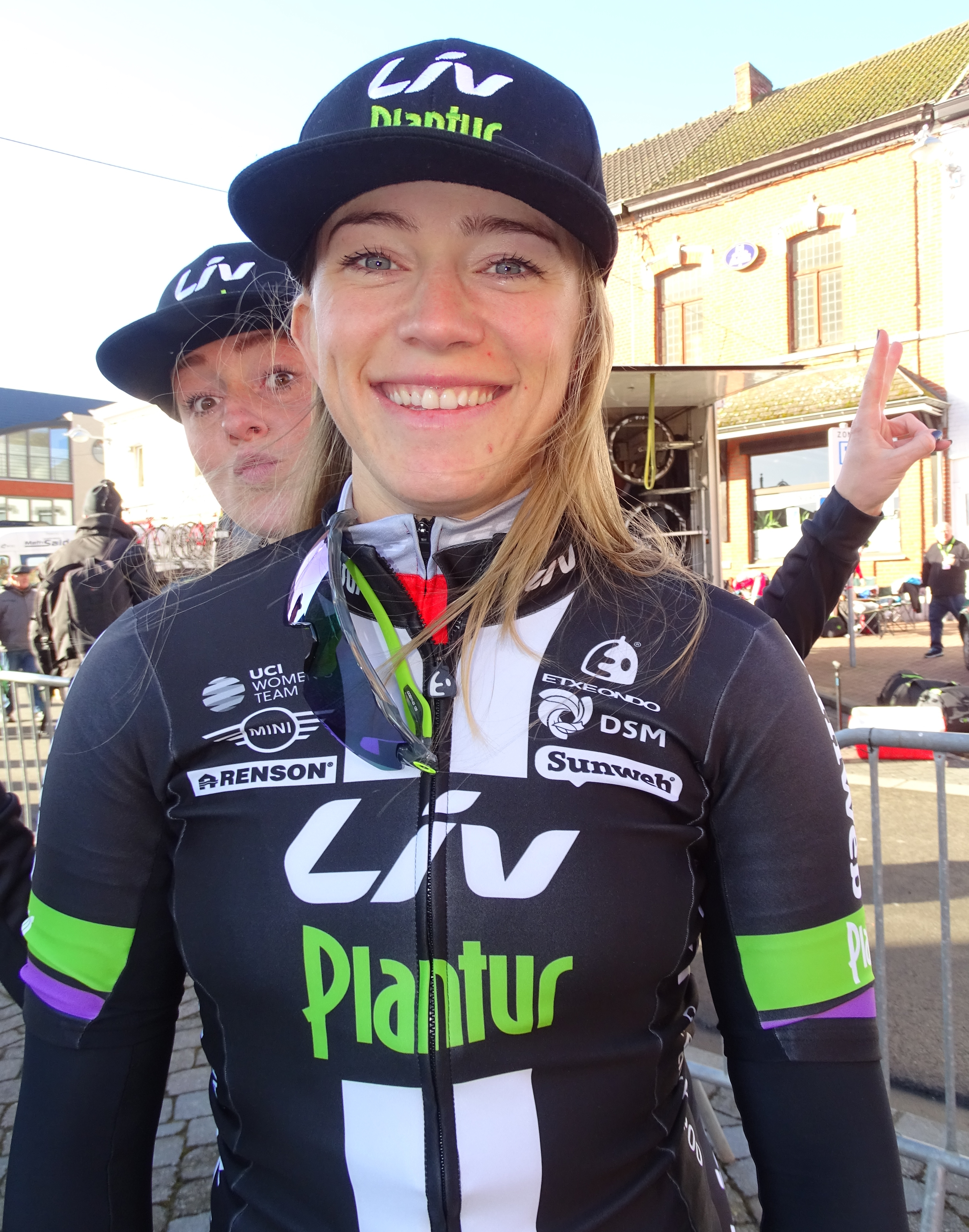
Soek bij Liv-Plantur in Le Samyn 2016.

Nadat ze in 2014 tekende bij Giant-Shimano en in dat seizoen onder meer deelnam aan de Giro Donne en La Route de France, werd ze in 2015 38e in de eerste wereldbekerwedstrijd van het seizoen; de Ronde van Drenthe. Ook in 2015 en 2016 reed ze met haar ploeg Liv-Plantur de Giro Rosa en Route de France. Ook in 2017 reed ze met haar Team Sunweb de Giro Rosa en won ze op 5 augustus haar eerste UCI-wedstrijd: de Erondegemse Pijl in Erpe-Mere, vanuit een kopgroep met Esther van Veen en Rachel Neylan. In juli 2018 won ze met Team Sunweb de ploegentijdrit in de Giro Rosa 2018.
In september 2021 maakte ze bekend na het seizoen haar fiets aan de wilgen te hangen. In 2022 werd ze ploegleidster bij Drops-Le Col en rondde ze een ploegleiderscursus af bij het UCI Centre mondial du cyclisme in het Zwitserse Aigle. In 2023 werd ze sportief directeur bij Tour de Tietema-Unibet.

## Palmares
2017
- Erondegemse Pijl

2018
- 1e etappe (TTT) Giro Rosa

### Klassiekers
| Jaar | Gent-Wevelgem | Ronde van Vlaanderen | Omloop Het Nieuwsblad | Ronde van Drenthe | Erondegemse Pijl |
| ---- | ------------- | -------------------- | --------------------- | ----------------- | ---------------- |
| 2011 |               |                      |                       |                   | 77e              |
| 2012 |               |                      |                       |                   | 61e              |
| 2013 |               | 80e                  | opgave                |                   |                  |
| 2014 | 27e           |                      | 70e                   | 54e               |                  |
| 2015 | opgave        | 73e                  | 74e                   | 38e               |                  |
| 2016 |               | opgave               | 68e                   | 64e               |                  |
| 2017 | 71e           |                      | 55e                   | 33e               | Goud             |
| 2018 | opgave        | opgave               | 54e                   | 36e               |                  |
| 2019 | opgave        | opgave               | 81e                   | opgave            |                  |
| 2020 |               |                      | 67e                   |                   |                  |

De Vries · Garner · Knol · Lichtenberg · Mackaij · Mustonen · Pieters · Polspoel · Soek · Stijns · Wild
Garner · Knol · Lichtenberg · Mackaij · Mustonen · Pieters · Polspoel · Soek · Stijns · Stultiens · Weaver
Kirchmann · Mackaij · Markus · Mustonen · Slik · Soek · Stijns · Stultiens · Taylor · Weaver
Brand · Kirchmann · Labous · Lippert · Mackaij · Rivera · Slik · Soek · Stultiens · Van Dijk · Weaver
Brand · Kirchmann · Labous · Lippert · Mackaij · Mathiesen · Rivera · Soek · Van Dijk · Winder
Andersen · Brand · Ensing · Georgi · Kirchmann · Labous · Lippert · Mackaij · Mathiesen · Rivera · Soek
Andersen · Georgi · Henderson · Jackson · Kirchmann · Koch · Labous · Lippert · Mackaij · Mathiesen · Olausson · Rivera · Soek · Wiebes
Andersen · Georgi · Jastrab · Kirchmann · Koch · Labous · Lippert · Mackaij · Olausson · Peperkamp · Rivera · Soek · Wiebes